# Eckbert von Bohlen und Halbach

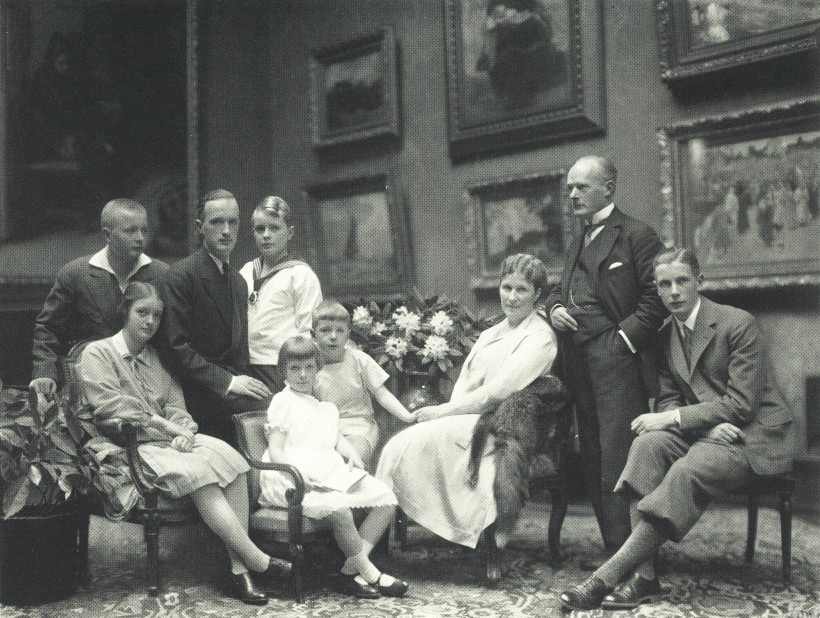
Porträt der Familie Gustav Krupp von Bohlen und Halbach 1928 von Nicola Perscheid. Eckbert vorne links neben seiner Mutter Bertha.

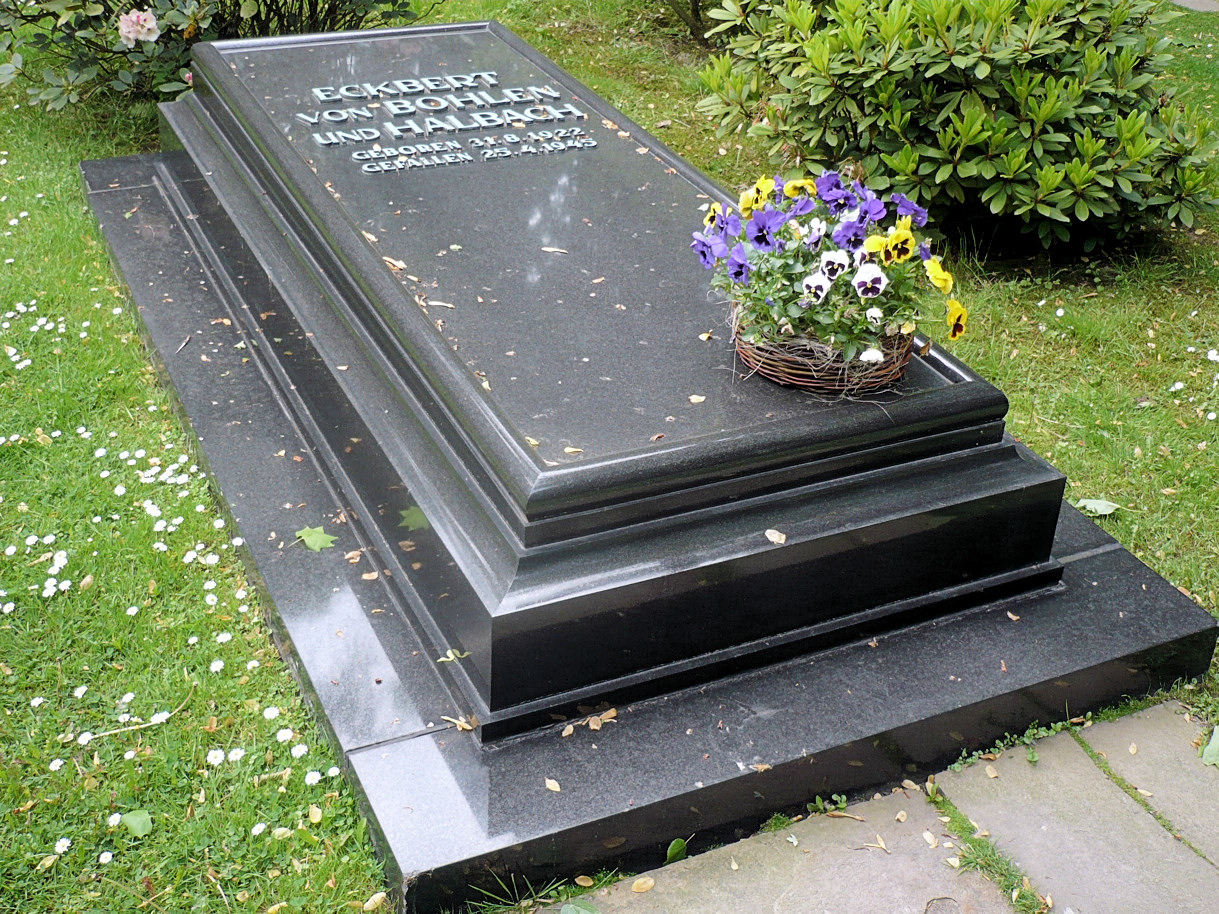
Grabplatte auf dem Familienfriedhof Bredeney

Eckbert Wolfgang Eberhard von Bohlen und Halbach (* 31. August 1922 in Blühnbach bei Salzburg; † 25. April 1945 bei San Martino bei Parma, Italien) war ein jüngerer Bruder von Alfried Krupp von Bohlen und Halbach. Er und seine sieben Geschwister stammten mütterlicherseits aus der Familie Krupp, väterlicherseits aus der Familie von Bohlen und Halbach.

## Leben
Eckbert war das jüngste Kind von Gustav Krupp von Bohlen und Halbach und dessen Frau Bertha (geb. Krupp). Er verbrachte seine Jugend zumeist auf der von seinem Urgroßvater, dem Stahlindustriellen Alfred Krupp erbauten Villa Hügel in Essen. Nach dem Abitur auf dem Bredeneyer Realgymnasium (heute Goethe-Schule) trat er in die Wehrmacht ein.
Am 25. April 1945 fiel er als Leutnant nördlich von Parma an der italienischen Front in einem Hinterhalt durch Partisanen.
Seine Mutter erhielt noch nach Kriegsende einen undatierten Brief von ihm, der sie hoffen ließ, dass er am Leben sei. Nachdem er in den nächsten Monaten nicht nach Hause kam, überzeugte sich sein Bruder Berthold persönlich durch Nachforschungen in Italien von seinem Schicksal.
Sein Leichnam wurde später nach Essen-Bredeney auf den städtischen Friedhof Bredeney in die Krupp-Sektion überführt, wo er neben seinen Geschwistern, Eltern, Großeltern (Friedrich Alfred Krupp und Margarethe Krupp) und Alfred Krupp seine letzte Ruhe fand.

## Bedeutung
Eckbert stand, wie auch seine anderen Geschwister, stets im Schatten seines ältesten Bruders Alfried Krupp von Bohlen und Halbach, der für die Firma Friedrich Krupp AG als nächster Alleininhaber vorgesehen war und der 1943 auch die Firmenleitung von seinem Vater Gustav (1870–1950) übernahm. Durch die von Adolf Hitler initiierte Lex Krupp wurden er und seine Geschwister vom Erbe ausgeschlossen, um die Alleininhaberschaft des Ältesten zu sichern.

## Darstellungen
Die seinerzeit berühmtesten Porträtfotografen wie Nicola Perscheid fertigten Aufnahmen von der Familie an. Auf der Villa Hügel ist heute noch im Rahmen der Alfried Krupp von Bohlen und Halbach-Stiftung das berühmte Familienporträt (Gemälde von George Harcourt, 1931) ausgestellt, auf dem er mit seinen Eltern und den damals noch sechs lebenden Geschwistern als kleiner Junge abgebildet ist. Die Villa Hügel ist im Besitz der Alfried Krupp von Bohlen und Halbach-Stiftung und öffentlich zugänglich. Auch Künstler hat das Familienbild immer wieder fasziniert. So hat Jana Gunstheimer 1998 eine Figurengruppe erschaffen, die die Personen auf dem Familienbild nachstellt. Das Bild strahlte nach dem Tod von Bertha 1957 auf viele Kruppianer eine große Magie aus, da auffiel, dass alle Familienmitglieder auf der rechten Seite zuerst verstorben waren.

## Ehrungen
In Essen ist die Eckbertstraße nach ihm benannt, die unweit der Villa Hügel an der Einfahrt zum Hügelpark in der Siedlung Brandenbusch (seinerzeit erbaut für Angestellte der Villa Hügel) liegt.
In Magdeburg-Buckau gehörte bis 1945 die Friedrich Krupp AG Grusonwerk zum Krupp-Konzern. Die an dem Areal der späteren SKET-Maschinenfabrik liegende Straße „Am Hopfengarten“ trug von 1938 bis 1945 ebenfalls den Namen Eckbertstraße.
1962 taufte der Segelflugverein Steeler Spatzen aus Essen ein Segelflugzeug des Typs Ka 6 auf seinen Namen.

## Verfilmungen
- Krupp – Eine deutsche Familie. Spielfilm, ZDF 2009.
- Krupp – Mythos und Wahrheit. Fernsehdokumentation, WDR 2009.